# 프랑스 왕관중신

프랑스 국왕 대문장.

프랑스 왕관중신(프랑스어: Grands officiers de la couronne de France)은 앙시앵 레짐과 부르봉 왕정복고 시절 프랑스 왕국 궁정내직으로서 가장 중요한 관직들을 말한다. 프랑스 국왕에 의해 임명되었으며, 종신직이었으나 세습되지 않았다. 프랑스 왕실중신과는 다르다.
프랑스 제1제국 시절 프랑스 제국대고관이라는 사실상 같은 개념이 존재했다.
1224년 루이 8세가 대귀족 제도를 만들면서 함께 왕관중신을 법제화시켰다. 1528년 앙리 3세가 정한 의전서열 순서대로 프랑스 왕관중신은 다음과 같다.
1. 프랑스 대무관장(프랑스어: Grand Connétable de France): 왕관중신 필두이며 프랑스 육군 총사령관. 1626년 폐지.
2. 프랑스 재상(프랑스어: Chancelier de France): 사법 담당. 국새상서가 그 업무를 보조했다.
3. 프랑스 대총장(프랑스어: Grand Maître de France): 다른 나라의 궁내관과 비슷한 직위로서, 왕실중신의 필두.
4. 프랑스 대시종관(프랑스어: Grand chambellan de France): 국왕의 숙소와 의상 담당. 왕실중신이기도 함.
5. 프랑스 수사제독(프랑스어: Amiral de France): 프랑스 해군 총사령관.
6. 프랑스 원수(프랑스어: Maréchal de France): 특출난 공을 세운 육군지휘관에게 주는 칭호. 대무관장이 폐지된 뒤로는 육군의 필두 비슷한 것이 되었으나 그것이 공식화되지는 않았다. 또 왕립전군기지대원수(프랑스어: Maréchal général des camps et armées du roi)보다도 격이 낮은 것으로 여겨졌다. 같은 명예칭호였지만 대원수는 전군 지휘자라는 뉘앙스이고, 원수는 1개 군집단 지휘자라는 뉘앙스다.
7. 프랑스 대향사(프랑스어: Grand écuyer de France): 다른 나라의 사마관과 비슷하게 왕의 마구간을 담당.
8. 포병총장(프랑스어: Grand maître de l'artillerie): 1601년 앙리 4세가 사궁관을 대체하여 설치. 1755년 루이 15세가 폐지.

16-17세기에 국무경들도 중신에 포함되게 된다.
- 외무국무경(프랑스어: Secrétaire d'État des Affaires étrangères)
- 전쟁국무경(프랑스어: Secrétaire d'État de la Guerre)
- 해사국무경(프랑스어: Secrétaire d'État de la Marine)
- 왕실국무경(프랑스어: Secrétaire d'État à la Maison du Roi): 왕실 및 종교, 파리 수도권 업무 담당.
- 자칭개혁종교국무경(프랑스어: Secrétaire d'État de la Religion Prétendue Réformée): 개신교 문제 담당.

## 참고 자료
- Heraldica
- French heraldry site
- French heraldry site (in French)
- Les officiers de la Maison du Roi et le cérémonial public de Henri III à Louis XVI